# 特雷迪拉克 (密蘇里州)
特雷迪拉克（英語：Terre du Lac）是位於美國密蘇里州聖弗朗索瓦縣的普查規定居民點。

## 人口
根據2020年美國人口普查的數據，特雷迪拉克的面積為19.58平方千米，當中陸地面積為18.10平方千米，而水域面積為1.48平方千米。當地共有人口737人，而人口密度為每平方千米37.64人。